# Roksana Wikaluk
Roksana Wikaluk (ukr. Роксана Вікалюк, ur. 10 sierpnia 1973 w Tarnopolu, USRR, ZSRR) – ukraińska wokalistka i instrumentalistka, od 1994 roku mieszkająca w Polsce.

## Biogram
Od dzieciństwa interesowała się muzyką. Naukę gry na fortepianie rozpoczęła wcześnie, następnie w szkole muzycznej, a po przyjeździe do Polski kontynuowała pod opieką Ewy Bem w Policealnym Studium Jazzowym w Warszawie w klasie śpiewu. Ukończyła kompozycję i aranżację na wydziale Jazzu i Muzyki Rozrywkowej Akademii Muzycznej w Katowicach.
Współpracuje z Józefem Skrzekiem. Ich wspólne przedsięwzięcia to między innymi:
- występ solowy w Filharmonii Narodowej,
- udział w jubileuszowym koncercie SBB w Sali Kongresowej PKiN.

W 1999 r. w Warszawie współtworzy grupę Mizrah (R. Wikaluk – wokal, piano, R. Borowski – flety, P. Aleksandrowicz – gitara, W. Traczyk – kontrabas, M. Trela – perkusja). Wraz z zespołem nagrywa płytę Mizrah wydaną nakładem Jazz Forum Records, zawierającą aranżacje jazzowe i inspiracje muzyki wschodnioeuropejskiej z elementami muzyki żydowskiej.
W 2005 roku wystąpiła z solowym programem łączącym ukraińskie, polskie i żydowskie motywy ludowe. Przy akompaniamencie instrumentów elektronicznych i fortepianu przedstawiała stare ukraińskie melodie oraz kompozycje własne do wierszy ukraińskich poetów T. Szewczenki, J. Pawulaka, I. Franki. Owocem tych inspiracji było wydanie solowej płyty Barwy
Od 2007 roku aktorka Teatru Żydowskiego w Warszawie.
W roku 2009 wspólnie z Michałem Borowskim (saksofon) jako „Rozmaj Duo” zdobyli pierwsze miejsce w konkursie Europejskie Integracje Muzyczne w Żyrardowie. W latach 2009–2013 współpracowała z Teatrem Rampa w Warszawie. W 2009 w Teatrze Rampa odbyła się premiera spektaklu Jaskółka według opowiadania klasyka literatury rosyjskiej I. Turgieniewa Żywe relikwie, do którego Roksana Wikaluk skomponowała muzykę i w którym wystąpiła jako śpiewaczka i aktorka. Początek współpracy z Wolframem DER Spyrą, niemieckim wykonawcą muzyki elektronicznej i wynalazcą, z którym tworzą det Moon&Melody. Współpraca zaowocowała wydaną płytą Overture (2011). W roku 2010 ukazała się płyta Jaskółka z muzyką do spektaklu (śpiewy starosłowiańskie ujęte w przestrzeniach brzmień elektronicznych). Skomponowała suitę „Drzewo Światów” ilustrującą zbiór opowieści, stworzonych na podstawie baśni szamańskich, głównie ludów Syberii (aut. M. Panabażys). Projekt został wydany w formie książki z załączoną płytą CD i nosi pełną nazwę Drzewo Światów. Opowieści czterech szamanów. Powstał muzyczny kameralny spektakl Taki jeden dzień stworzony wspólnie z aktorami Teatru Żydowskiego, Moniką Chrząstowską i Grzegorzem Kulikowskim, na podstawie opowiadań Sz. Alejhema (premiera – Festiwal Kultury Żydowskiej Warszawa Singera, Teatr Żydowski w Warszawie). W spektaklu również brała udział Karolina Brodniewicz (puzon) oraz później Katarzyna Skrzypczak (klarnet). Na festiwalu Kultury Żydowskiej „Błąkające gwiazdy” w Kijowie spektakl został nagrodzony dyplomem.
W roku 2012 pracuje nad spektaklem Ach! Odessa-mama... (Teatr Żydowski, reż. J. Szurmiej), w którym wystąpiła w roli Czarnego Klauna. Występuje solo oraz z Wolframem Spyrą i Robertem Gollą (gitara) w ramach wystawy sztuki współczesnej „Documenta” (Kassel, Niemcy). Prowadzi warsztaty wokalne w Niemczech.
Od roku 2013 kontynuuje występy w Teatrze Żydowskim, koncertuje na Ukrainie, w Niemczech, Polsce. Wystąpiła jako gość specjalny w programie telewizyjnym Muzyka dla dorosłych (prowadząca – Maria Burmaka, Ukraina, Kijów). Wystąpiła z okazji 20-lecia własnej działalności twórczej z teatralizowanym koncertem Dijstwo (Tarnopol, Teatr Dramy).

## Dyskografia

### Albumy solowe
- Mizrah – wyd. Jazz Forum Records 036 (2002)
- Barwy – wyd. Wydawnictwo 21 (2005)
- Jaskółka – wyd. e-silesia.info ESCD 023 (2010)
- Drzewo Światów. Opowieści czterech szamanów – książka autorstwa M. Panabażysa z płytą CD zawierającą suitę Drzewo światów. Jasna Strona (2010) ISBN 978-83-928629-0-1.

### Wystąpiła na płytach
- Kantata Maryjna – Live – MC PN Muza CK-1500 (1997)
- Viator znak pokoju, w składzie: Józef Skrzek, Roksana Wikaluk, Beata Mańkowska, Aleksandra Poniszowska (2004)
- Tryptyk petersburski – Józef Skrzek East Wind. Wydawnictwo 21, 21.016 (2007)
- Moon&Melody. Overture – z Wolframem DER Spyrą, PC Moon&Melody (2011)

### Udział gościnny
- Jesteś, Który jesteś – Józef Skrzek, Wiesław Komasa, 2CD Jazz’n’Java Records JNJ 0001 (2001)
- Dzwonią dzwoneczki, muzyka gra, a kolęda nadal trwa – CD Jazz’n’Java Records JNJ 008 (2001); wyd. II – www.RadioCB29.com, Toronto – Józef i Alina Skrzek
- Słone perły – dbc 004 (2001)
- Inny świat – Karolina Brodniewicz, KBCD-F33-01 (2011)
- The Dreams of Little Se – Odysseas Konstantinopoulos (2013)